# Stadion przy ulicy Wojskowej w Siedlcach
Stadion przy ulicy Wojskowej – nieistniejący już wielofunkcyjny stadion w Siedlcach, w Polsce. Istniał w latach 1925–2011. Swoje spotkania w przeszłości rozgrywali na nim piłkarze Strzelca Siedlce oraz Pogoni Siedlce. Mógł pomieścić 3000 widzów. W latach 2011–2014 w miejscu byłego stadionu powstała galeria handlowa.
Początkowo spotkania piłkarskie w Siedlcach rozgrywano na boisku jednostki wojskowej przy ulicy Składowej. W 1922 roku teren przy ulicy Wojskowej pod budowę nowego stadionu otrzymał Strzelec Siedlce. Obiektu jednak wówczas nie wybudowano i w 1924 roku plac przejęła 9 Dywizja Piechoty w Siedlcach, która w ciągu roku wybudowała nowy stadion wraz z bieżnią lekkoatletyczną. Dawniej w miejscu obiektu znajdował się plac ćwiczebny dla żołnierzy, następnie organizowany był tam targ. W latach 1932–1934 stadion był areną występów piłkarzy Strzelca Siedlce w I lidze. Obiekt zwany był wtedy boiskiem dywizyjnym. W 1937 roku stał się własnością miasta. 1944 roku uległ zniszczeniom wojennym, ale niedługo po wojnie został odbudowany. W roku 1950 bieżnia lekkoatletyczna została przekształcona na tor żużlowy. Zawody żużlowe w Siedlcach organizowano do 1959 roku, następnie tor z powrotem został przekształcony w bieżnię lekkoatletyczną. Razem z bieżnią powstały wówczas także nowe trybuny. Stadion w przeszłości gościł także spotkania piłkarzy Pogoni Siedlce (którzy później przenieśli się na stadion OSiR-u przy ulicy Bolesława Prusa, a od 2011 roku grają na nowym Stadionie Miejskim). Ponadto stadion gościł mecze drużyny rugby (w tym w Ekstralidze) oraz mecze reprezentacji narodowych w rugby. Grała na nim również młodzieżowa piłkarska reprezentacja Polski. 8 września 2010 roku teren stadionu sprzedano za 30,3 mln zł Przedsiębiorstwu Budowlanemu Konstanty Strus. W 2011 roku stadion rozebrano i rozpoczęto budowę w jego miejscu galerii handlowej. Jej otwarcie miało miejsce w 2014 roku.